# Verdoorn-Gesetz
Das Verdoorn-Gesetz bezeichnet eine von Nicholas Kaldor populär gemachte Korrelation, die einen linearen Zusammenhang zwischen dem Wachstum der Arbeitsproduktivität als der abhängigen Variablen und dem Wachstum der Produktion (unabhängige Variable) postuliert.
Aufgrund von Produktivitätsfortschritten muss das Wirtschaftswachstum eine bestimmte Grenze überschreiten, damit neue Arbeitsplätze entstehen. Diese Beschäftigungsschwelle wird mit dem Verdoorn’schen Gesetz bestimmt.
Die Beschäftigungsschwelle hängt ab:
1. negativ von der Rate des technischen Fortschritts (totale Faktorproduktivität) und
2. positiv von der Beschäftigungsintensität des Wirtschaftswachstums.

In Kaldors technischer Fortschrittsfunktion hängt die Wachstumsrate der Arbeitsproduktivität ab von der Wachstumsrate der Kapitalintensität.